# SAYUKI
SAYUKI（さゆき、1980年1月3日 - ）は、日本の女性シンガーソングライター、モデル、株式会社VOCE（ヴォーチェ）代表取締役社長 / CEO。鹿児島県川内市（現：薩摩川内市）出身。2014年6月10日に一般男性と結婚。
俳優の山田孝之は弟、モデルで女優の椿かおりは姉。

## 来歴
1980年1月3日、母親の実家がある沖縄県で生まれる。姉と弟に挟まれた3人姉弟の真ん中。幼い頃から歌手を目指し、ジャズやR&Bを聴いて育つ。14歳から曲作り、16歳からボイストレーニングを始める。
10代は姉のかおりとともに『egg』や『Popteen』などのティーン向け雑誌のモデルとして活動する。
2000年1月3日（20歳の誕生日）にSony Music Associated Recordsから『Bounce With Me』で歌手デビュー。売上は50,000枚。以後同社から、シングル4枚、アナログ2枚、アルバム1枚をリリース。
2009年、ダンスと音楽の勉強のために渡米。ニューヨークでモデルとしても活動。2010年1月に帰国。2010年9月、自らの音楽活動のベースとして株式会社VOCE（ヴォーチェ）を設立、代表取締役社長/CEO 就任。2011年4月20日、10年ぶりとなる新曲『OMG』をリードシングルとした全6曲をインターネット配信でリリース。
2012年シングル『Nobody』を全世界配信でリリース。同年『Nobody Video Edit』をiTunesで動画配信。2012年『Nobody Moon Light Mix』『Nobody Tsukiakari Mix』全世界配信でリリース。2013年自身初となるアーティストヴィジュアルブック(CD付写真集)『THE FACE』を出版。同年『THE FACE』に含まれる楽曲『Simply』『Only you』を全世界配信でリリース。
歌手活動においてはほぼ全ての楽曲の作詞、作曲、プロデュースを自身で行っている。
また、『Total Beauty Workshop』や『Season Beauty BOX』などを手掛ける。
2013年から交際していた一般男性と2014年6月に結婚、同年10月27日に第1子男児を出産したことを翌28日に自身のブログで発表した。

## 出演

### テレビ番組
- HEY!HEY!HEY! MUSIC CHAMP（フジテレビ）
- A-Studio（2010年9月10日、TBS）
- 5LDK（2011年11月17日、フジテレビ）
- おしゃれイズム（2012年11月18日、日本テレビ）
- 有吉反省会[4][5]（2013年12月8日、日本テレビ） - 反省人

### テレビドラマ
- 山田孝之の東京都北区赤羽 第4話（2015年1月1月31日＝30日深夜、テレビ東京） - 本人役